# 政権公約を実現する会
政権公約を実現する会（せいけんこうやくをじつげんするかい）は、民主党のグループ。通称、鳩山グループ。

## 概要
2002年9月の民主党代表選挙で鳩山由紀夫代表の3選を支持した議員や民由合併を推進していた議員を中心に結成された。
毎週木曜日に鳩山の個人事務所での会合を定例とし、飲食代なども全て自己負担にするなど透明性を高めた運営を目指していた。発足以来、旧新進党出身の議員や同じ保守系である政権戦略研究会（羽田グループ）所属の議員の取り込み、さらに民社協会（川端グループ）のバックアップなどもあって結成当初は党内最大勢力を誇った。
当初から去る者は追わず、来る者は拒まずという自由さや人数の多さもあって必ずしも一枚岩とはいえず、寄らば大樹の陰で参加している議員もいた。このため、政策的な繋がりは弱くサロン鳩山と揶揄されることもあった。また、岡田克也のように一時的に参加したのち他のグループに戻ったり、移行する議員も多いため結束力は弱かった。
川端グループとの関係が深く、旧自由党出身の議員以外の所属議員がほとんど参加していた。このため、グループ友愛、鳩山・川端グループといわれることもあった。

## 沿革
2002年9月3日に旗揚げされた「鳩山政権を実現する会」を前身とする。鳩山が中心となって保守系の議員の結集を図ったものであったが、党代表に選出された鳩山由紀夫がわずか3か月で辞任したため、2003年2月20日に「民主党政権を実現する同志の会」として再出発し、5月に名称を「政権交代を実現する会」に変更した。
2005年9月の第44回衆議院議員総選挙では海江田万里ら鳩山の側近が落選し、勢力を大きく後退させた。
2006年4月の代表選では小沢一郎を支持し、小沢の当選後の党役員人事で鳩山は幹事長に就任した。
2007年7月の第21回参議院議員通常選挙では小沢グループや新政局懇談会（横路グループ）に入る新人議員が多かったことから、小沢グループには人数で劣るようになった。

### 鳩山内閣
2009年5月の代表選では鳩山を当選させ、8月の第45回衆議院議員総選挙で政権交代が実現すると鳩山が内閣総理大臣に就任したが、鳩山を取り巻く姿勢に批判も出た。鳩山は5月8日付のメールマガジンで「念のために申し上げておきますが、この会は議員の集まりではありますが、派閥的会合ではありません。あくまで、政権交代を果たすために自ら研鑽を積もうとする議員に自由に開かれた勉強会です。その証拠にこの会は政権交代を実現した暁に解消されます。」と記していたが、9月10日の会合で「政権公約を実現する会」と名称を変更して存続することとなった。内閣総理大臣に就任した鳩山に代わって大畠章宏が会長に就任することが12月3日に決定された。
12月に政治団体に該当しながら選挙管理委員会に届けておらず、政治資金収支報告書の提出義務や寄付金の数量制限を逃れていたことが明らかになり、総務省から政治資金規正法上の各種の規定に抵触する恐れがあると指摘された。グループの運営費は年間1千万円以上に上り、その多くを鳩山が負担していた。鳩山はグループは派閥ではなく純粋な勉強会であって政治団体には該当しないという認識を示したが、以後活動は自粛された。
2010年1月に活動を再開し、従来の事務所を解約して活動の拠点を議員会館に移すこととした。また、総務省に政治団体として届け出ることを決定し、2月3日に東京都選挙管理委員会に政治団体として届け出られた。

### 菅・野田内閣
6月2日に鳩山が辞意を表明すると、続く6月の代表選では6月3日に会長の大畠に対応を一任、6月4日に自主投票を決定したが、大半は菅直人を支持したとされる。
8月には鳩山が最高顧問としてグループに復帰し、今後はグループ主催の勉強会を鳩山友愛セミナーとの名称で開催することに決めた。
9月の代表選では、鳩山が7月22日に内閣・党役員人事で挙党態勢を築くことなどを条件として菅再選支持を表明していたが、8月26日には小沢支持を表明し、8月29日に菅と会談して小沢との仲介を図ったが、9月1日にはグループとして小沢支持を決定した。こうした混乱から結束が保てず、一部が菅再選支持に流れた。
この間のグループの求心力の低下は著しく、かつて事務総長を務めた小沢鋭仁が自立して21世紀国家ビジョン研究会（小沢鋭仁グループ）を旗揚げしたのを皮切りに、2010年6月の代表選に出馬した樽床伸二が青山会（樽床グループ）を旗揚げ、鳩山の下で内閣官房長官を務めた平野博文が自立して雄志会（平野グループ）を旗揚げするなど、幹部の離脱が相次ぎ、グループは縮小傾向を見せた。
2011年6月の菅内閣不信任決議案の採決では、小沢グループと連携して不信任案に賛成の意向を示した鳩山に対して同調したのはわずか3人であり、事務総長を務める中山義活らグループの大勢は反対の姿勢を示したため、民主党内の造反劇は不発に終わった。5月25日には牧野聖修が、6月7日には五十嵐文彦がグループを離脱し、全盛期には約50人いた会合のメンバーはこの時点で30人にまで減少した。一連の騒動で自身の求心力の低下に衝撃を受けた鳩山は自らが会長に復帰するとともに、小沢に近い松野頼久を幹事長に据えて小沢シフトを鮮明にした。
8月26日に菅が辞意を表明すると、続く8月の代表選ではグループから海江田が出馬するが、大畠や中山らは鹿野道彦を支持して分裂した。さらに、決選投票では鹿野支持派が野田佳彦を支持したことで海江田が敗北した。大畠らはそのまま素交会（鹿野グループ）を立ち上げ、グループの分裂・縮小が決定的になった。
11月2日、小沢鋭仁グループを結成して鳩山グループを離脱していた小沢鋭仁、大谷信盛らが、小沢鋭仁グループの活動の継続を条件として鳩山グループに復帰した。
2012年1月の内閣改造で平野博文が文部科学大臣に任命され、平野はその際の一部報道で鳩山グループ所属と報じられたが、鳩山グループ事務局からメンバーではないとの見解が示された。
6月の消費増税法案の衆院採決では鳩山ら数人が造反に動き、鳩山は党員資格停止6か月、その他は党員資格停止2か月などの処分を受けた。
9月の代表選では野田再選阻止に動き、原口一博に推薦人を出したが、結果は野田の圧勝に終わった。
12月の第46回衆議院議員総選挙に鳩山は出馬せず、メンバーの大半が落選し、議員グループとしては事実上消滅した。

### 解散
翌2013年に鳩山は民主党を離党。その後も政治団体としての「政権公約を実現する会」は休眠状態のまま残っていたが、2020年3月31日に解散が届け出られた。残金200万円は鳩山由紀夫が理事長を務める東アジア共同体研究所に引き継がれた。

## 解散時の構成
衆議院議員
- 高木義明[注 1]（8回、比例九州）
- 吉田泉[注 2]（4回、比例東北）
- 古本伸一郎[注 3]（4回、愛知11区）
- 三日月大造[注 4]（4回、比例近畿）
- 福田昭夫[注 5]（3回、比例北関東）
- 鷲尾英一郎[注 6]（3回、比例北陸信越）

参議院議員
- 直嶋正行（4回、比例区）
- 小川勝也[注 7]（3回、北海道）
- 平田健二（3回、岐阜県）
- 高橋千秋（3回、三重県）
- 柳田稔[注 1]（3回・衆院2回、広島県）
- 山根隆治（2回、埼玉県）
- 鈴木寛[注 8]（2回、東京都）
- 榛葉賀津也[注 9]（2回、静岡県）
- 芝博一[注 10]（2回、三重県）
- 尾立源幸[注 11]（2回、大阪府）
- 辻泰弘（2回、兵庫県）
- 前川清成[注 12]（2回、奈良県）
- 岩本司（2回、福岡県）
- 大久保勉（2回、福岡県）
- 小林正夫[注 1]（2回、比例区）
- 柳澤光美（2回、比例区）
- 藤田幸久[注 13]（1回・衆院2回、茨城県）
- 一川保夫（1回・衆院3回、石川県）
- 樽井良和[注 14]（1回・衆院1回、比例区）
- 藤谷光信（1回、比例区）

## 解散以前の在籍者

### 衆議院議員
- 岡田克也
- 伴野豊 - 2010年10月4日、青山会設立に参加。
- 松原仁 - 2010年12月14日、雄志会設立に参加。
- 大島敦 - 2011年8月31日、素交会設立に参加。
- 牧義夫 - 2012年7月に民主党除籍。
- 海江田万里 - 後にサンクチュアリに移籍。
- 岡本充功、川内博史 - 第46回衆議院議員総選挙落選後に離脱。

### 参議院議員
- 浅尾慶一郎 - 2009年7月に民主党除籍。
- 舟山康江 - 2012年7月に民主党離党。

### その他
- 前田雄吉 - 2008年10月に民主党離党。
- 喜納昌吉 - 第22回参議院議員通常選挙落選後に離脱。2014年10月に民主党除籍。2014年沖縄県知事選に無所属で出馬し落選。
- 島田智哉子 - 第22回参議院議員通常選挙落選後に離脱。
- 小沢鋭仁[注 15]、大谷信盛[注 15]、羽田雄一郎 - 2010年6月9日、21世紀国家ビジョン研究会設立に参加。
- 樽床伸二、三井辨雄 - 2010年10月4日、青山会設立に参加。
- 平野博文 - 2010年12月14日、雄志会設立に参加。
- 牧野聖修 - 2011年5月25日に離脱。後にサンクチュアリに移籍。
- 五十嵐文彦 - 2010年6月9日、21世紀国家ビジョン研究会設立に参加。2011年6月7日に離脱。
- 大畠章宏、古賀一成、中山義活 - 2011年8月31日、素交会設立に参加。
- 米長晴信、平智之 - 2012年7月に民主党離党。
- 松野頼久 - 2010年10月4日、青山会設立に参加。2012年10月に民主党除籍。
- 川端達夫[注 1] - 第46回衆議院議員総選挙落選後に離脱。

### その他国政選挙落選・引退者
※は、国政選挙落選者、◆は、政界を引退した者、括弧内は、議員でなくなった時点での議会所属。
- 鳩山由紀夫◆（衆・北海道9区）[注 16]
- 小平忠正※（衆・北海道10区）
- 仲野博子※（衆・比例北海道）
- 簗瀬進※（参・栃木県）
- 笹木竜三※（衆・比例北陸信越）[注 17]
- 木俣佳丈◆（参・愛知県）[注 18]
- 森本哲生※（衆・三重4区）
- 広中和歌子※（参・比例区）
- 下田敦子※（参・比例区）

## 政治資金収支報告書の記載
| 年                 | 本年収入額  | 会費納入者数 | 備考   |
| ------------------ | ----------- | ------------ | ------ |
| 2010年（平成22年） | 360万7000円 | 87人         | [ 42 ] |
| 2011年（平成23年） | 294万0317円 | 79人         | [ 43 ] |
| 2012年（平成24年） | 174万7352円 | 64人         | [ 44 ] |
| 2013年（平成25年） | 398円       |              | [ 45 ] |
| 2014年（平成26年） | 254円       |              | [ 46 ] |
| 2015年（平成27年） | 78円        |              | [ 47 ] |
| 2016年（平成28年） | 89円        |              | [ 48 ] |
| 2017年（平成29年） | 0円         |              | [ 49 ] |
| 2018年（平成30年） | 0円         |              | [ 50 ] |
| 2019年（令和元年） | 0円         |              | [ 51 ] |